# Afrodite
Afrodite (in greco antico: Ἀφροδίτη?, Aphrodítē) è, nella religione greca, la dea della bellezza, dell'amore, della fertilità. Secondo una versione del mito, nacque da Urano e dalla schiuma del mare, oppure secondo un'altra versione, fu figlia di Zeus e Dione. Veniva anche venerata come dea che rende sicura l'imbarcazione. Nella mitologia romana ha la sua equivalente in Venere, ed è affine anche ad altre divinità semitiche come Astarte e Ishtar.

## Il nome e le origini
Il nome Ἀφροδίτη (Aphrodítē) non è attestato in Lineare B (miceneo). D'altronde il suo accostamento etimologico, a partire da Esiodo, al termine ἀφρός (spuma del mare) sembrerebbe di tipo "popolare".
La tradizione greca la vuole di derivazione orientale: Erodoto sostiene che il suo santuario di provenienza è quello di Afrodite Urania ad Ascalona, da lì i Ciprioti ne importarono il culto; mentre, per Pausania, i Fenici trasferirono direttamente il culto a Citera. Comunque sia la sua figura venne ellenizzata già al tempo di Omero: nell'Odissea la si fa originare dal santuario di Pafo nell'isola di Cipro e da ciò deriva l'espressione "Afrodite cipria". Quindi se è probabile una sua influenza orientale è da tener presente che il tempio di Afrodite rinvenuto a Pafo è datato al XII secolo a.C., quando vi giunsero i Micenei (Achei), mentre la colonizzazione fenicia è invece attestata al IX secolo a.C.

## Iconografia
(Plinio, Historia naturalis XXXVI, 4, 20. Traduzione di Antonio Corso, Rossana Mugellesi e Giampiero Rosati, in Gaio Plinio Secondo, Storia naturale, vol.V, Torino, Einaudi, 1998, pp. 545-547)

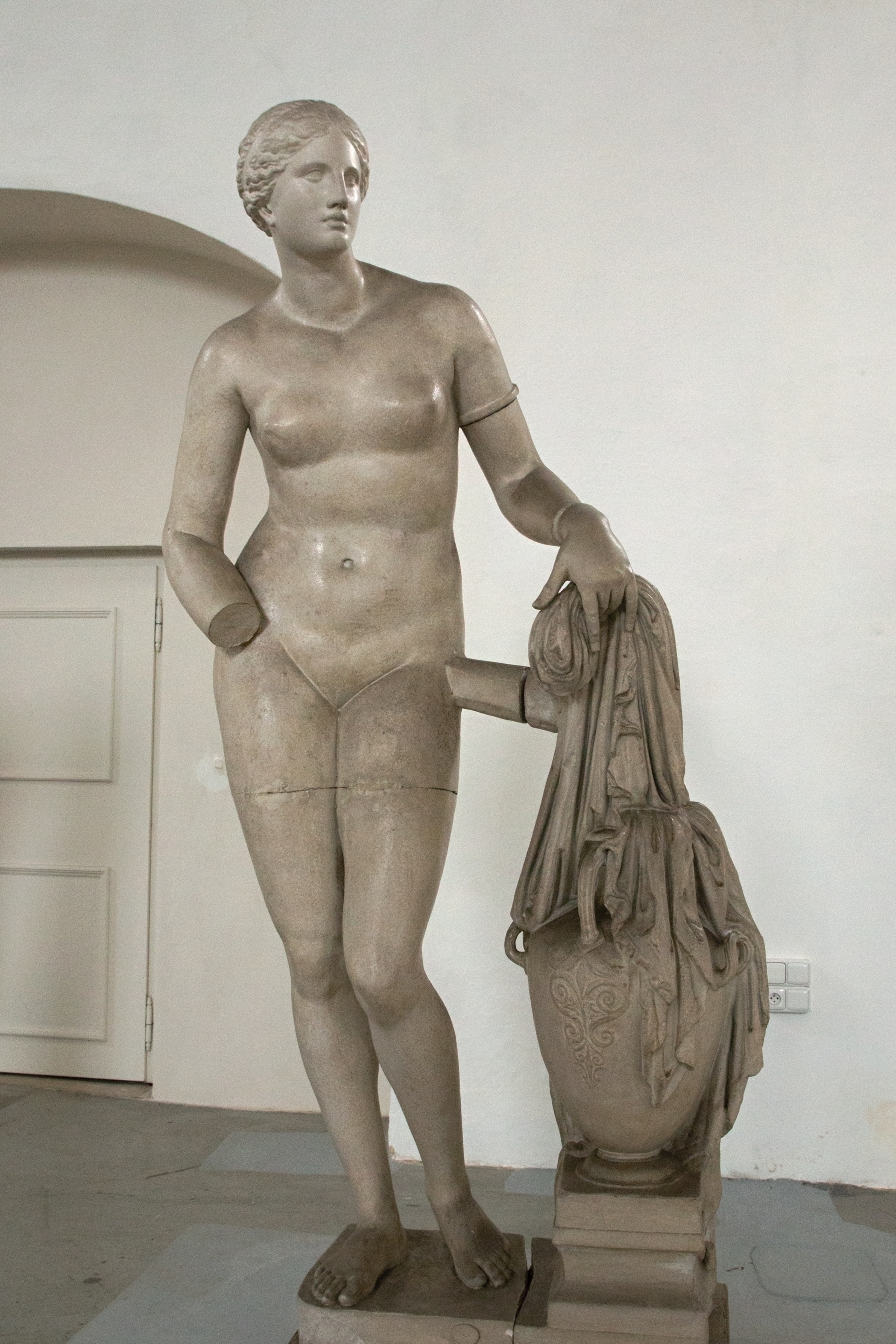
Afrodite di "Cnido" (anche Afrodite Cnidia), copia in marmo conservata nel Museo nazionale di Roma; si tratta di una copia romana da un originale di Prassitele (IV secolo a.C.). Questa raffigurazione della dea è probabilmente l'immagine più bella tramandataci dall'antichità e deve il suo nome al fatto che era presente sulle monete di Cnido. In origine la statua era conservata in un tempio piuttosto piccolo ma dotato di due porte di modo che i visitatori potessero ammirarne le fattezze girandovi intorno e uscendo dall'ingresso posteriore. Qui la dea è rappresentata mentre lascia cadere la sua veste su un vaso per l'acqua (ὑδρία). Diverse testimonianze riportano che a volte una sorta di voyeurismo prese il posto della devozione religiosa. Di questo tipo di raffigurazione della dea ne conserviamo oggi oltre cinquanta copie.

Pausania ricorda nei suoi scritti che già all'epoca di Dedalo esistevano xoana (simulacro templari in legno) di Afrodite. A partire dal V secolo a.C. la rappresentazione della dea greca assunse un significato più specifico con opere come la famosa Afrodite Sosandra di Calamide (460 a.C. circa), in cui essa era rappresentata avvolta nel mantello e con un'espressione solenne e sacrale. Anche Fidia diede altre rappresentazioni della dea un forte senso di dignità, come nell'Afrodite Urania o nei frammenti del frontone est del Partenone.
A partire dal IV secolo a.C. l'iconografia della dea mutò radicalmente, a partire dall'Afrodite cnidia di Prassitele, primo nudo femminile dell'arte greca: in tale statua Afrodite è rappresentata mentre sta per immergersi nel bagno sacro, con uno sguardo lontano che ne sottolinea il carattere ultraterreno. In quegli stessi anni Apelle ne dipingeva una celebre immagine (perduta), l'Anadiomene, che la mostra sorgente dalle acque nell'atto di strizzare i capelli bagnati.
Ulteriori sviluppi si ebbero con l'ellenismo. Verso il 250 a.C. Doidalsa scolpì una celebre Afrodite accovacciata, in cui la dea è piegata nell'atto di ricevere su di sé l'acqua del bagno, in un atteggiamento umanizzato reso con estrema attenzione naturalistica, scevro dalla connotazione "eroica" delle figure precedenti. Negli anni successivi si continuò sulla medesima strada. Al II secolo a.C. risale la celebre Afrodite di Melos (nota come Venere di Milo), nuda dall'addome in su, con le gambe coperte da un fitto panneggio e il corpo animato da una misurata torsione. Un braccio della dea doveva incrociarsi verso la gamba opposta, leggermente sollevata, anticipando il gesto dell'Afrodite pudica, un tema sviluppato in varie versioni (Capitolina, Medici e Landolina le principali). Nelle opere più tarde dell'arte greca la resa naturalistica del corpo femminile nudo aveva ormai posto in secondo piano i significati religiosi, come si vede nell'Afrodite di Cirene o nell'Esquilina.

## Culto
(Inni omerici- Ad Afrodite, V, 1-4. Traduzione di Filippo Càssola, Milano, Mondadori/Lorenzo Valla, 2006, pp.254-5)

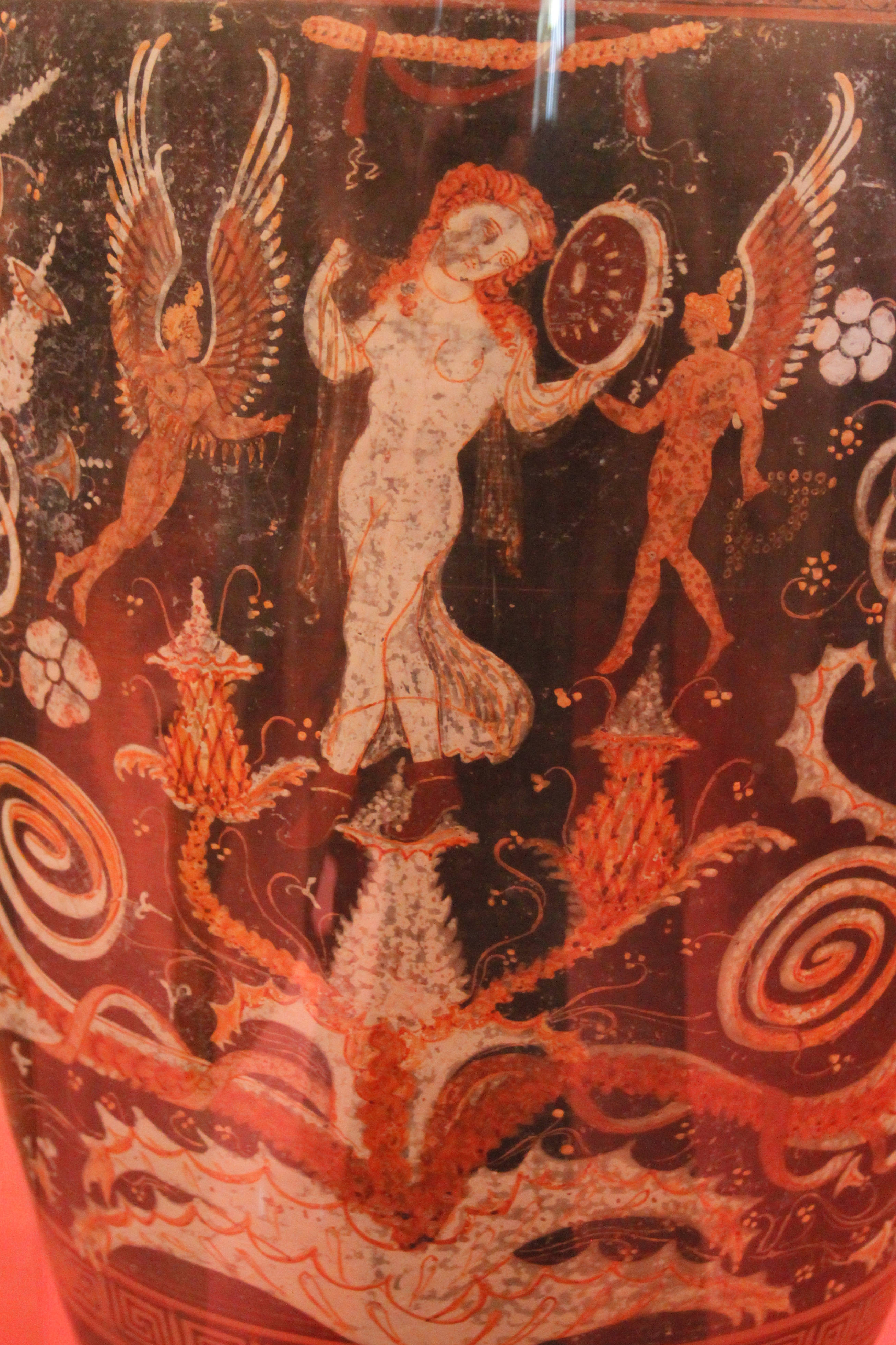
Particolare dell'anfora del IV secolo a.C. (opera del cosiddetto "Pittore di Afrodite") conservata al Museo archeologico di Paestum. La figura rappresentata è Afrodite, dea della fertilità, e richiama il suo arrivo sull'isola di Cipro: al suo passaggio la vegetazione esplode rigogliosa. La dea è circondata da due eroti con ali di colomba.

La potenza divina di Afrodite è l'amplesso (γάμος, gamos), non solo quello "legittimo" perché «qualunque attività umana può assumere una dimensione sacrale; e l'amplesso è sacro in quanto vi si manifesta "la forza" (δύναμις, dynamis) che congiunge l'elemento maschile con l'elemento femminile, impersonata da Afrodite».
(Anneo Cornuto, Compendio di teologia greca XXIV; traduzione di Ilaria Ramelli, Milano, Bompiani, 2003, pp. 247 e sgg.)
Nonostante la prerogativa della potenza divina della dea Afrodite fosse l'amore inteso come amplesso, il suo culto era generalmente serio se non austero.
Le prostitute la invocavano come loro protettrice e, a Corinto, si esercitava la ierodulia in suo onore.
Non si sa molto delle feste in onore di Afrodite, ma la dea era sovente onorata al termine di imprese importanti. Plutarco ricorda che in suo onore si chiudevano le celebrazioni a Posidone a Egina.
Le feste "Afrodisie" erano proprie dei marinai, che la veneravano come dea sorta dal mare, al termine del loro viaggio per mare, vissute con larga partecipazione dei piaceri.
Gli animali sacri ad Afrodite erano il delfino, il passero, il cigno e soprattutto la colomba. Tra le piante a lei sacre ci sono la rosa, il mirto, la palma e il melocotogno.

## Mitologia

### Afrodite nellaTeogoniadi Esiodo

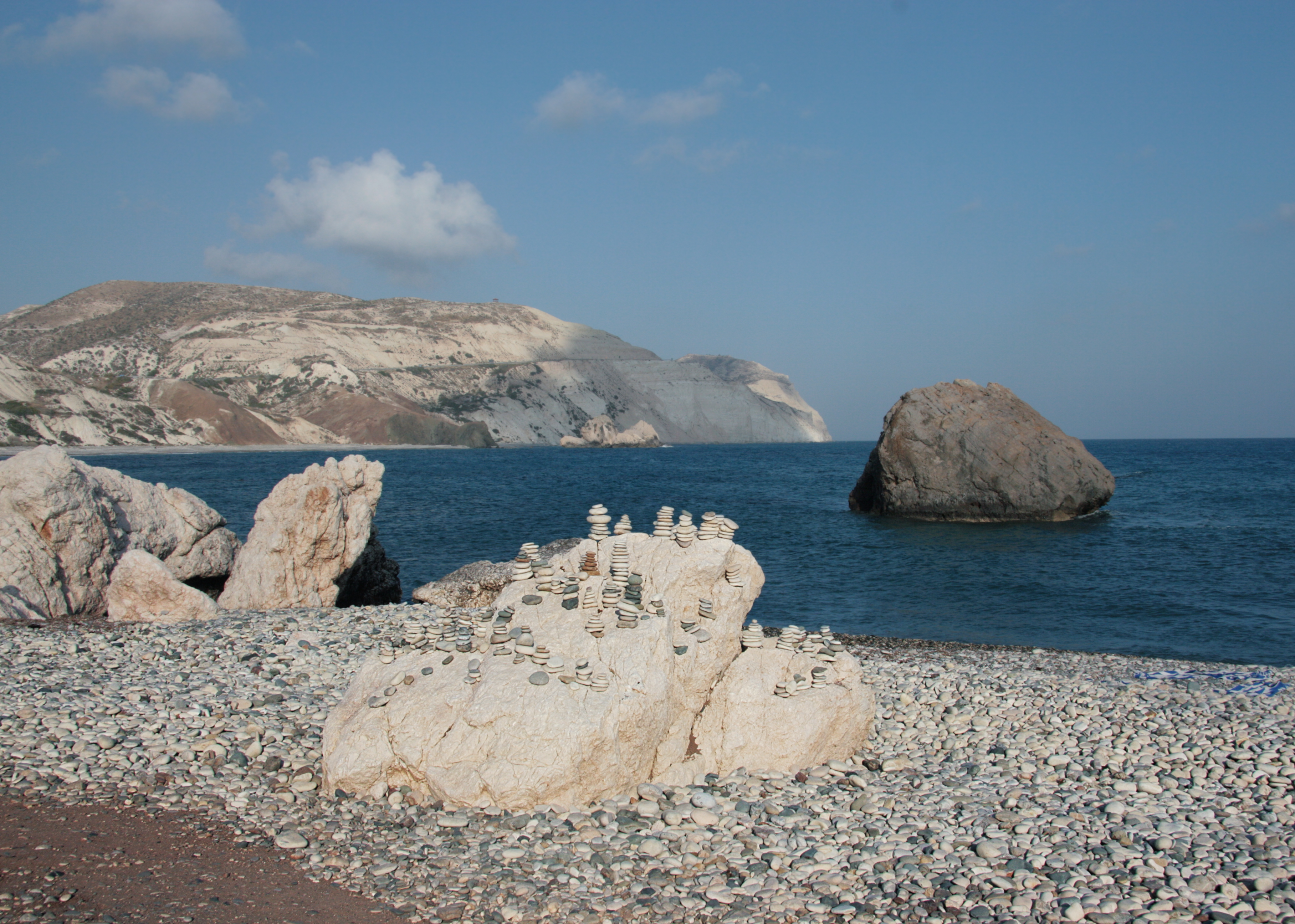
Roccia di Afrodite (Πετρα του Ρωμιου, Roccia dei Romani) nei pressi di Pafo, Cipro. Il luogo dove, secondo la tradizione che si rifà alla Teogonia di Esiodo, emerse l'Afrodite "Cipride" (κύπρις).

Esiodo nella Teogonia (vv. 188-206) fa derivare il nome Ἀφροδίτη da ἀφρός (spuma, aphrós) e ne narra in questo modo la nascita provocata dalla spuma marina, frutto del seme del membro di Urano evirato da Kronos, mischiato con l'acqua del mare:
(Esiodo, Teogonia, 188-206. Traduzione di Graziano Arrighetti, in Esiodo Opere : 1998 Einaudi-Gallimard; 2007 Mondadori, p. 11.13)

### Afrodite nei poemi del ciclo omerico

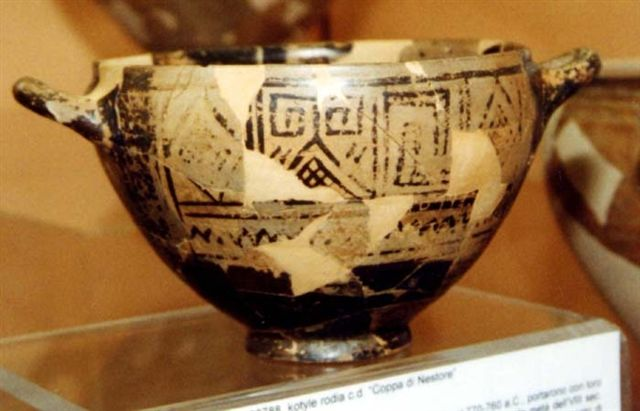
La Coppa di Nestore rinvenuta sull'isola di Ischia dall'archeologo tedesco Giorgio Buchner (1914-2005) risalente all'VIII secolo a.C. e conservata nel locale Museo Archeologico di Pithecusae. La coppa (κοτύλη) riporta la seguente iscrizione:

Nell'Iliade, Afrodite appare come figlia di Zeus (Ζεύς) e di Dione (Διώνη), difende i Troiani ed è madre dell'eroe Enea, generato con l'eroe troiano Anchise, da lei personalmente difeso. La sua origine non guerriera è in questa poema evidenziata dal fatto che non solo viene ferita dall'eroe greco Diomede ma anche che, a seguito di ciò, il re degli dèi e suo padre, Zeus, la rimprovera di occuparsi di fatti guerreschi anziché attendere a quelli riguardanti "amabili cose d'amore" che sono di sua competenza. Questo passo ha un interessante parallelo nella tavola n.VI dell'Epopea di Gilgamesh: l'eroe rifiuta la proposta di matrimonio della dea Ishtar, la quale va a lamentarsi dell'onta subita dai suoi genitori: Anu, il padre, ribatte rispondendole che era colpa sua, e quanto detto da Gilgamesh era la realtà. Diomede recita nel passo greco la parte di Gilgamesh, mentre la madre di Afrodite (in questo passo-tradizione moglie di Zeus al posto di Era) Dione è la letterale traduzione di Antu, dea-moglie di Anu, dio del cielo: Διώνη è il femminile tratto dalla stessa radice di Zeus, *dewos, "luce del giorno". Entrambe le coppie di divinità significano "Signore e Signora del Cielo". Questo passo andrebbe considerato, oltre che come prova dei contatti anche a livello letterario tra la Grecia antica ed il Vicino Oriente, come puro cameo letterario e non come rappresentativo di una linea genealogica alternativa.
Anche nell'Odissea, Afrodite è la dea dell'amore ma qui è moglie del dio Efesto (Ἥφαιστος) ma è amata anche da Ares (Ἄρης).

### Afrodite nei Lirici
André Motte e Vinciane Pirenne-Delforge ricordano come Afrodite si presenti già nella Teogonia di Esiodo, come la prima figura femminile in forme antropomorfe, emergendo da un contesto di desiderio e di violenza che ne caratterizza i tratti di seduzione e di inganno, poi presenti nella prima donna, Pandora.
(Saffo, fr. 1 Voigt, 1-4; traduzione di Giulio Guidorizzi, in Lirici greci, Milano, Mondadori, 2007, pp. 240-1)

### Afrodite nelle teologie della civiltà classica
In Empedocle, Amore (Φιλότης) è indicato anche con il nome di Afrodite (Ἀφροδίτη), o con il suo appellativo di Kýpris (Κύπρις), indicando qui la «natura divina che tutto unisce e genera la vita». Tale accostamento tra Amore e Afrodite ispirò al poeta epicureo romano Lucrezio l'inno a Venere, collocato nel proemio del De rerum natura. In questa opera Venere non è la dea dell'amplesso, quanto piuttosto «l'onnipotente forza creatrice che pervade la natura e vi anima tutto l'essere», venendo poi, come nel caso di Empedocle, opposta a Marte, dio del conflitto.

### Altri miti su Afrodite
(Giulio Guidorizzi. Il mito greco - Gli dèi. Milano, Mondadori, 2009, p. 507)

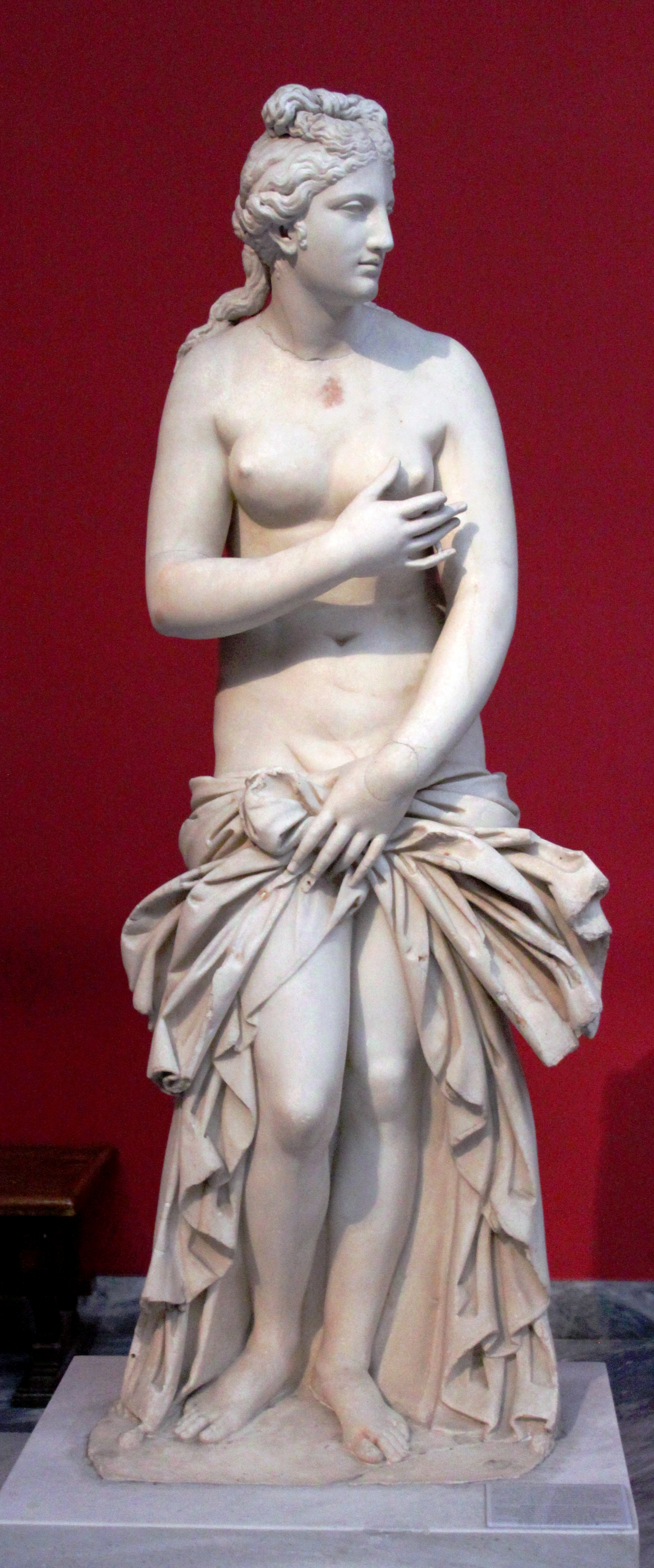
Statua di Afrodite tipo "Landolina" (appartenente alla serie di Afrodite "Pudica") in marmo pario, conservata presso il Museo archeologico nazionale di Atene, risalente al II secolo d.C. e basata su un originale rinvenuto a Siracusa, questo risalente al IV secolo a.C. Il collo, la testa e il braccio destro sono frutto del restauro da parte di Antonio Canova (1757-1822). Qui Afrodite è ritratta in piedi e nuda, fatto salvo che con la mano sinistra, che regge un himation (ἱμάτιον) ben drappeggiato, copra le parti intime.

- Nell'Inno omerico (VI) ad Afrodite, la dea emerge nuda dalle acque del mare, sono le divinità Horai (Ὥραι) che accogliendola, l'abbigliarono con divine vesti.
- Nella teogonia orfica riportata dal Papiro di Derveni, un rotolo di papiro rinvenuto semicombusto all'interno di una tomba macedone collocata a Derveni (nei pressi di Salonicco) datata al IV secolo a.C., la dea Afrodite è concepita dal re degli dèi, Zeus

(Papiro di Derveni. Traduzione di Paolo Scarpi, in Le religioni dei misteri vol. 1, pp. 369 e sgg.)
- Afrodite sconvolge le menti degli uomini, ma sa suscitare il desiderio anche nelle menti divine, per l'Inno omerico (V) ad Afrodite solo tre dee non vengono influenzate: Atena, Artemide ed Estia.

#### Afrodite e Psiche
Afrodite era gelosa della bellezza di una donna mortale di nome Psiche. Chiese quindi a Eros di usare le sue frecce dorate per farla innamorare dell'uomo più brutto della terra. Eros accettò ma si innamorò egli stesso di Psiche (forse pungendosi inavvertitamente con una delle sue frecce). Eros la fece abitare in un bellissimo palazzo dove si incontrò con lui ogni notte ed ebbero dei rapporti sessuali. Lui le chiese solo di non accendere mai alcuna lampada, poiché non voleva che lei sapesse chi egli fosse (avere le ali lo rendeva individuabile). Le due sorelle, gelose di Psiche, la convinsero a trasgredire e così una notte ella accese una lampada, riconoscendo Eros all'istante. Una goccia di olio bollente cadde sul petto di Eros svegliandolo e facendolo fuggire. Nella disperata ricerca del perduto amore Psiche giunge al palazzo di Afrodite. La dea, mossa dall'ira, sottopone la fanciulla a una serie di prove, che Psiche riesce a superare grazie all'aiuto di esseri divini. Eros intanto, in preda alla nostalgia, si pone alla ricerca dell'amata e, trovatala, chiede a Zeus il permesso di sposarla. Ottenutolo, i due si sposarono ed ebbero una figlia di nome Edoné, che in greco significa piacere.

#### Afrodite e Adone
Afrodite era l'amante di Adone, dalla bellezza ultraterrena, ed ebbe un ruolo nella sua nascita. Ella spinse Mirra a commettere incesto col padre Cinira, re di Cipro. Quando Cinira scoprì la cosa, si adirò e inseguì la figlia con un coltello. Gli dei la trasformarono in un albero di mirra e Adone nacque da questo albero. Secondo altre versioni, fu Afrodite a trasformarla in albero e Adone nacque quando Teia colpì l'albero con una freccia o quando un cinghiale usò le sue zanne per strapparne la corteccia.
Una volta nato Adone, Afrodite lo prese sotto la sua ala, seducendolo con l'aiuto di Elena, sua amica, e rimanendo ammaliata dalla sua bellezza ultraterrena. Afrodite lo diede a Persefone perché lo vigilasse, ma anche Persefone fu meravigliata dalla sua bellezza e si rifiutò di restituirlo. La discussione tra le due dee venne appianata da Zeus o da Calliope, con Adone che avrebbe passato quattro mesi l'anno con Afrodite, quattro con Persefone e quattro per conto suo.
Adone alla fine venne ucciso dal geloso Ares. Afrodite fu avvertita di questa gelosia e le venne detto che Adone sarebbe stato ucciso da un cinghiale in cui si sarebbe trasformato Ares. Afrodite cercò di persuadere Adone a restare con lei tutto il tempo, ma il suo amore per la caccia fu la sua disgrazia. Mentre Adone cacciava, Ares lo trovò e lo colpì a morte. Afrodite arrivò appena in tempo per udire il suo ultimo respiro. Si narra anche che Afrodite diede una figlia ad Adone, Beroe.

#### Afrodite nel Giudizio di Paride e nella guerra di Troia
Alle nozze di Peleo e Teti sul monte Olimpo furono invitati tutti gli dei e le dee tranne la dea della discordia Eris, che per vendetta lanciò sul tavolo una mela d'oro con scritto "Alla più bella". Ne derivò allora un'aspra contesa tra Afrodite, Era e Atena, per arrogarsi quel titolo. Zeus lasciò il compito di giudicare a Paride, il quale scelse Afrodite poiché gli aveva promesso l'amore di Elena, la donna più bella del mondo. Afrodite dunque contribuì allo scoppio della guerra di Troia, nella quale si schierò dalla parte dei Troiani contro gli Achei. Nel terzo libro dell'Iliade, Afrodite salvò Paride quando stava per essere ucciso da Menelao, e fu molto protettiva nei confronti del figlio Enea.

#### Afrodite e Nerito
Prima di diventare una degli dei dell'Olimpo, Afrodite viveva nel mare, e si era innamorata di Nerito, l'unico figlio maschio di Nereo e Doride. Quando ella volle salire sull'Olimpo invitò anche Nerito a venire con lei, ma lui preferì rimanere tra le onde insieme alle sorelle e Afrodite, infuriata, lo trasformò in una conchiglia.

## Epiteti e titoli
- Ambologera (Ἀμβολογήρα, "che non invecchia mai"); in Pausania (III, 18,1) riferito a una sua statua collocata a Sparta che riportava tale epiteto.
- Anadiomene (Ἀναδυομένη, "che emerge [dal mare]"); in riferimento all'Afrodite Anadiomene, un dipinto andato perduto di Apelle di Kos descritto da Ateneo (Deipnosofisti, XII, 591).
- Cipria/Cipride/Ciprigna (Κύπρις); nell'Iliade (V, 330), in Esiodo, Teogonia (188-206), in quanto sorge dal mare e quindi tocca terra sull'isola di Cipro (isola dove la dea godeva di un culto particolare)[38].
- Citerèa (Κυϑέρεια) in Esiodo, Teogonia (188-206); in quanto appena nata si recò sull'isola di Citera.
- Calliglutea (Καλλιγλυτος, "dai bei glutei"), compare in Nicandro, frammento 23.
- Callipigia (καλλιπῦγos, "dalle belle natiche"), compare in Ateneo, (Deipnosofisti XII.554).
- Colpode (Κολπώδες, "sinuosa" e «[con il] kolpos», κολπος che letteralmente significa "seno") in riferimento alla dea che indossa il kolpos ovvero quella parte del chitone ionico che fascia morbidamente il seno (il chitone ionico è infatti stretto sotto il petto da una cintura che lascia ripiegare a sbuffo la veste). Il termine, col secondo significato, compare associato ad Afrodite nella forma ἱοκόλπος («cinta di viole») in Alceo (frammento 12) e Saffo.
- Euplea (Εὔπλοια, "della buona navigazione")[39]
- Eustéphanos, "dal bel diadema" (trad. Privitera), in Hom. Od., VIII, 266
- Genetyllis (Γενετυλίς)
- Idalia, venerata nel santuario di Idalio nell'isola di Cipro
- Melaina, la nera
- Melainis, la nera
- Morfo (μορφώ), armoniosa e come sinonimo di bellezza, compare in Licofrone 449 e Pausania 3.15.10
- Pandemia, dell'amore triviale
- Skotia, la scura
- Anosia, l'empia
- Androphonos, sterminatrice di uomini
- Tymborychos,
- Epitymbidia, colei che sta sulle tombe
- Basilis, regina
- Persephaessa
- Praxis
- Vergine, Colei che è una in se stessa
- Polikilòtron, seduta su un trono variegato, immagine presente in Saffo, la divinità in Età Arcaica era infatti spesso raffigurata su di un trono
- Dolòplokos, tessitrice di inganni, riferito all'ambito erotico del termine.
- Filommedea, traducibile come “amante del sorriso” se si fa derivare dal verbo meidiao, oppure come “nata dai genitali”, se come Esiodo si cerca l'origine nel sostantivo medea, (genitali), che la ricollega alla sua nascita dai testicoli recisi di Urano, che si uniscono alla spuma del mare. (Esiodo, Teogonia, v. 200).

## Amanti e figli di Afrodite

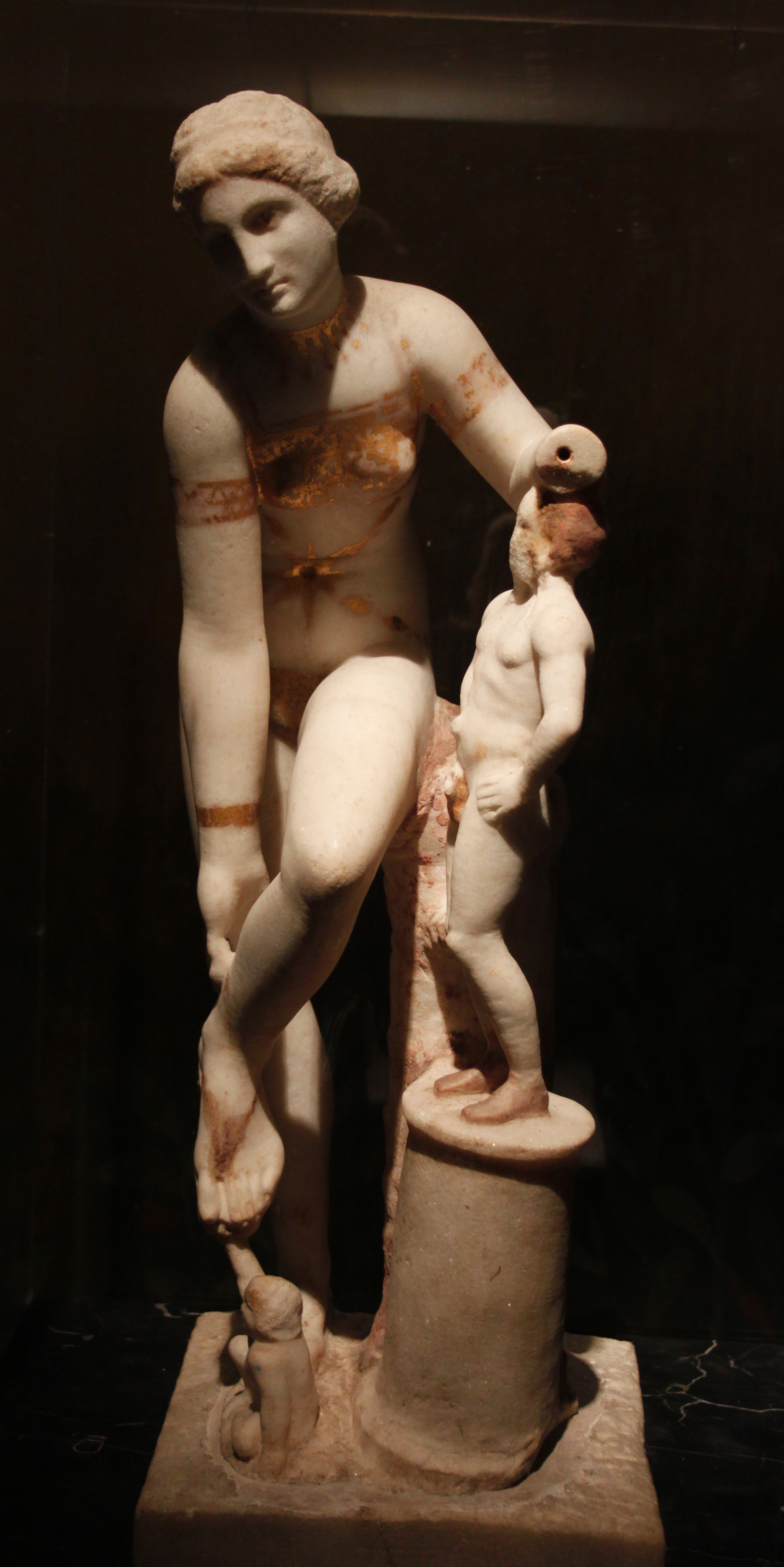
La dea Afrodite mentre si slaccia un sandalo, opera conosciuta come "Venere in bikini". Piccola statua in marmo pario, proviene dal sito archeologico di Pompei ed è oggi conservata presso il Museo archeologico nazionale di Napoli. Il bambino accovacciato ai piedi della Dea è Eros, mentre la figura a cui la Dea si appoggia è un Priapo, originariamente itifallico. L'opera è una copia romana da originale ellenistico.

| Amante    | Status  | Figli                                                                             |
| --------- | ------- | --------------------------------------------------------------------------------- |
| Adone     | Mortale | 1. Golgo 2. Beroe 3. Priapo                                                       |
| Anchise   | Mortale | 1. Enea 2. Lirno                                                                  |
| Ares      | Dio     | 1. Eros 2. Anteros 3. Armonia 4. Imero 5. Deimos 6. Phobos 7. Athys               |
| Bute      | Mortale | 1. Erice                                                                          |
| Dioniso   | Dio     | 1. Cariti 1. Aglaia 2. Eufrosine 3. Talia 2. Imeneo 3. Priapo 4. Pasitea 5. Iacco |
| Efesto    | Dio     | nessuno                                                                           |
| Ermes     | Dio     | 1. Ermafrodito 2. Eunomia 3. Peito 4. Priapo 5. Tyche                             |
| Fetonte   | Semidio | 1. Astinoo                                                                        |
| Poseidone | Dio     | 1. Erice 2. Rodo                                                                  |
| Zeus      | Dio     | 1. Priapo                                                                         |

## Genealogia
|                   |                   |                   |                   |                   |                   |      |      |      |      |      |      |  |  |        |        |        |        |          |        |   |   |          |          |          |          |          |          |  |  |           |           |           |           |           |           |  |  |     |     |     |     |     |     |  |  |         |         |         |         |         |         |  |  |       |       |       |       |       |       |
|                   |                   |                   |                   |                   |                   |      |      |      |      |      |      |  |  |        |        |        |        |          |        |   |   | Urano    | Urano    | Urano    | Urano    | Urano    | Urano    |  |  | Gea       | Gea       | Gea       | Gea       | Gea       | Gea       |  |  |     |     |     |     |     |     |  |  |         |         |         |         |         |         |  |  |       |       |       |       |       |       |
|                   |                   |                   |                   |                   |                   |      |      |      |      |      |      |  |  |        |        |        |        |          |        |   |   | Urano    | Urano    | Urano    | Urano    | Urano    | Urano    |  |  | Gea       | Gea       | Gea       | Gea       | Gea       | Gea       |  |  |     |     |     |     |     |     |  |  |         |         |         |         |         |         |  |  |       |       |       |       |       |       |
|                   |                   |                   |                   |                   |                   |      |      |      |      |      |      |  |  |        |        |        |        |          |        |   |   |          |          |          |          |          |          |  |  |           |           |           |           |           |           |  |  |     |     |     |     |     |     |  |  |         |         |         |         |         |         |  |  |       |       |       |       |       |       |
|                   |                   |                   |                   |                   |                   |      |      |      |      |      |      |  |  |        |        |        |        |          |        |   |   |          |          |          |          |          |          |  |  |           |           |           |           |           |           |  |  |     |     |     |     |     |     |  |  |         |         |         |         |         |         |  |  |       |       |       |       |       |       |
| Genitali di Urano | Genitali di Urano | Genitali di Urano | Genitali di Urano | Genitali di Urano | Genitali di Urano |      |      |      |      |      |      |  |  |        |        |        |        |          |        |   |   | Crono    | Crono    | Crono    | Crono    | Crono    | Crono    |  |  | Rea       | Rea       | Rea       | Rea       | Rea       | Rea       |  |  |     |     |     |     |     |     |  |  |         |         |         |         |         |         |  |  |       |       |       |       |       |       |
| Genitali di Urano | Genitali di Urano | Genitali di Urano | Genitali di Urano | Genitali di Urano | Genitali di Urano |      |      |      |      |      |      |  |  |        |        |        |        |          |        |   |   | Crono    | Crono    | Crono    | Crono    | Crono    | Crono    |  |  | Rea       | Rea       | Rea       | Rea       | Rea       | Rea       |  |  |     |     |     |     |     |     |  |  |         |         |         |         |         |         |  |  |       |       |       |       |       |       |
|                   |                   |                   |                   |                   |                   |      |      |      |      |      |      |  |  |        |        |        |        |          |        |   |   |          |          |          |          |          |          |  |  |           |           |           |           |           |           |  |  |     |     |     |     |     |     |  |  |         |         |         |         |         |         |  |  |       |       |       |       |       |       |
|                   |                   |                   |                   |                   |                   |      |      |      |      |      |      |  |  |        |        |        |        |          |        |   |   |          |          |          |          |          |          |  |  |           |           |           |           |           |           |  |  |     |     |     |     |     |     |  |  |         |         |         |         |         |         |  |  |       |       |       |       |       |       |
|                   |                   |                   |                   |                   |                   | Zeus | Zeus | Zeus | Zeus | Zeus | Zeus |  |  |        |        |        |        |          |        |   |   | Era      | Era      | Era      | Era      | Era      | Era      |  |  | Poseidone | Poseidone | Poseidone | Poseidone | Poseidone | Poseidone |  |  | Ade | Ade | Ade | Ade | Ade | Ade |  |  | Demetra | Demetra | Demetra | Demetra | Demetra | Demetra |  |  | Estia | Estia | Estia | Estia | Estia | Estia |
|                   |                   |                   |                   |                   |                   | Zeus | Zeus | Zeus | Zeus | Zeus | Zeus |  |  |        |        |        |        |          |        |   |   | Era      | Era      | Era      | Era      | Era      | Era      |  |  | Poseidone | Poseidone | Poseidone | Poseidone | Poseidone | Poseidone |  |  | Ade | Ade | Ade | Ade | Ade | Ade |  |  | Demetra | Demetra | Demetra | Demetra | Demetra | Demetra |  |  | Estia | Estia | Estia | Estia | Estia | Estia |
|                   |                   |                   |                   |                   |                   |      |      |      |      |      |      |  |  |        |        |        |        |          |        |   |   |          |          |          |          |          |          |  |  |           |           |           |           |           |           |  |  |     |     |     |     |     |     |  |  |         |         |         |         |         |         |  |  |       |       |       |       |       |       |
|                   |                   |                   |                   |                   |                   |      |      |      |      |      |      |  |  |        |        |        |        |          |        |   |   |          |          |          |          |          |          |  |  |           |           |           |           |           |           |  |  |     |     |     |     |     |     |  |  |         |         |         |         |         |         |  |  |       |       |       |       |       |       |
|                   |                   |                   |                   |                   |                   |      |      |      |      |      |      |  |  |        |        |        |        |          |        | a |   |          |          |          |          |          |          |  |  |           |           |           |           |           |           |  |  |     |     |     |     |     |     |  |  |         |         |         |         |         |         |  |  |       |       |       |       |       |       |
|                   |                   |                   |                   |                   |                   |      |      |      |      |      |      |  |  |        |        |        |        |          |        |   |   |          |          | b        |          |          |          |  |  |           |           |           |           |           |           |  |  |     |     |     |     |     |     |  |  |         |         |         |         |         |         |  |  |       |       |       |       |       |       |
|                   |                   |                   |                   |                   |                   |      |      |      |      |      |      |  |  |        |        |        |        |          |        |   |   |          |          |          |          |          |          |  |  |           |           |           |           |           |           |  |  |     |     |     |     |     |     |  |  |         |         |         |         |         |         |  |  |       |       |       |       |       |       |
|                   |                   |                   |                   |                   |                   |      |      |      |      |      |      |  |  | Ares   | Ares   | Ares   | Ares   | Ares     | Ares   |   |   | Efesto   | Efesto   | Efesto   | Efesto   | Efesto   | Efesto   |  |  |           |           |           |           |           |           |  |  |     |     |     |     |     |     |  |  |         |         |         |         |         |         |  |  |       |       |       |       |       |       |
|                   |                   |                   |                   |                   |                   |      |      |      |      |      |      |  |  | Ares   | Ares   | Ares   | Ares   | Ares     | Ares   |   |   | Efesto   | Efesto   | Efesto   | Efesto   | Efesto   | Efesto   |  |  | Meti      |           |           |           |           |           |  |  |     |     |     |     |     |     |  |  |         |         |         |         |         |         |  |  |       |       |       |       |       |       |
|                   |                   |                   |                   |                   |                   |      |      |      |      |      |      |  |  |        |        |        |        |          |        |   |   |          |          |          |          |          |          |  |  |           |           |           |           |           |           |  |  |     |     |     |     |     |     |  |  |         |         |         |         |         |         |  |  |       |       |       |       |       |       |
|                   |                   |                   |                   |                   |                   |      |      |      |      |      |      |  |  |        |        |        |        | Atena    |        |   |   |          |          |          |          |          |          |  |  |           |           |           |           |           |           |  |  |     |     |     |     |     |     |  |  |         |         |         |         |         |         |  |  |       |       |       |       |       |       |
|                   |                   |                   |                   |                   |                   |      |      |      |      |      |      |  |  |        |        |        |        |          |        |   |   |          |          |          |          |          |          |  |  | Latona    |           |           |           |           |           |  |  |     |     |     |     |     |     |  |  |         |         |         |         |         |         |  |  |       |       |       |       |       |       |
|                   |                   |                   |                   |                   |                   |      |      |      |      |      |      |  |  |        |        |        |        |          |        |   |   |          |          |          |          |          |          |  |  |           |           |           |           |           |           |  |  |     |     |     |     |     |     |  |  |         |         |         |         |         |         |  |  |       |       |       |       |       |       |
|                   |                   |                   |                   |                   |                   |      |      |      |      |      |      |  |  |        |        |        |        |          |        |   |   |          |          |          |          |          |          |  |  |           |           |           |           |           |           |  |  |     |     |     |     |     |     |  |  |         |         |         |         |         |         |  |  |       |       |       |       |       |       |
|                   |                   |                   |                   |                   |                   |      |      |      |      |      |      |  |  |        |        |        |        |          |        |   |   |          |          |          |          |          |          |  |  |           |           |           |           |           |           |  |  |     |     |     |     |     |     |  |  |         |         |         |         |         |         |  |  |       |       |       |       |       |       |
|                   |                   |                   |                   |                   |                   |      |      |      |      |      |      |  |  | Apollo | Apollo | Apollo | Apollo | Apollo   | Apollo |   |   | Artemide | Artemide | Artemide | Artemide | Artemide | Artemide |  |  |           |           |           |           |           |           |  |  |     |     |     |     |     |     |  |  |         |         |         |         |         |         |  |  |       |       |       |       |       |       |
|                   |                   |                   |                   |                   |                   |      |      |      |      |      |      |  |  | Apollo | Apollo | Apollo | Apollo | Apollo   | Apollo |   |   | Artemide | Artemide | Artemide | Artemide | Artemide | Artemide |  |  | Maia      |           |           |           |           |           |  |  |     |     |     |     |     |     |  |  |         |         |         |         |         |         |  |  |       |       |       |       |       |       |
|                   |                   |                   |                   |                   |                   |      |      |      |      |      |      |  |  |        |        |        |        |          |        |   |   |          |          |          |          |          |          |  |  |           |           |           |           |           |           |  |  |     |     |     |     |     |     |  |  |         |         |         |         |         |         |  |  |       |       |       |       |       |       |
|                   |                   |                   |                   |                   |                   |      |      |      |      |      |      |  |  |        |        |        |        | Ermes    |        |   |   |          |          |          |          |          |          |  |  |           |           |           |           |           |           |  |  |     |     |     |     |     |     |  |  |         |         |         |         |         |         |  |  |       |       |       |       |       |       |
|                   |                   |                   |                   |                   |                   |      |      |      |      |      |      |  |  |        |        |        |        |          |        |   |   |          |          |          |          |          |          |  |  | Semele    |           |           |           |           |           |  |  |     |     |     |     |     |     |  |  |         |         |         |         |         |         |  |  |       |       |       |       |       |       |
|                   |                   |                   |                   |                   |                   |      |      |      |      |      |      |  |  |        |        |        |        |          |        |   |   |          |          |          |          |          |          |  |  |           |           |           |           |           |           |  |  |     |     |     |     |     |     |  |  |         |         |         |         |         |         |  |  |       |       |       |       |       |       |
|                   |                   |                   |                   |                   |                   |      |      |      |      |      |      |  |  |        |        |        |        | Dioniso  |        |   |   |          |          |          |          |          |          |  |  |           |           |           |           |           |           |  |  |     |     |     |     |     |     |  |  |         |         |         |         |         |         |  |  |       |       |       |       |       |       |
|                   |                   |                   |                   |                   |                   |      |      |      |      |      |      |  |  |        |        |        |        |          |        |   |   |          |          |          |          |          |          |  |  | Dione     |           |           |           |           |           |  |  |     |     |     |     |     |     |  |  |         |         |         |         |         |         |  |  |       |       |       |       |       |       |
|                   |                   |                   |                   |                   |                   |      |      |      |      |      |      |  |  |        |        |        |        |          |        |   |   |          |          |          |          |          |          |  |  |           |           |           |           |           |           |  |  |     |     |     |     |     |     |  |  |         |         |         |         |         |         |  |  |       |       |       |       |       |       |
| a                 | a                 | a                 | a                 | a                 | a                 |      |      |      |      |      |      |  |  |        |        |        |        |          |        | b | b | b        | b        | b        | b        |          |          |  |  |           |           |           |           |           |           |  |  |     |     |     |     |     |     |  |  |         |         |         |         |         |         |  |  |       |       |       |       |       |       |
| a                 | a                 | a                 | a                 | a                 | a                 |      |      |      |      |      |      |  |  |        |        |        |        |          |        | b | b | b        | b        | b        | b        |          |          |  |  |           |           |           |           |           |           |  |  |     |     |     |     |     |     |  |  |         |         |         |         |         |         |  |  |       |       |       |       |       |       |
|                   |                   |                   |                   |                   |                   |      |      |      |      |      |      |  |  |        |        |        |        |          |        |   |   |          |          |          |          |          |          |  |  |           |           |           |           |           |           |  |  |     |     |     |     |     |     |  |  |         |         |         |         |         |         |  |  |       |       |       |       |       |       |
|                   |                   |                   |                   |                   |                   |      |      |      |      |      |      |  |  |        |        |        |        | Afrodite |        |   |   |          |          |          |          |          |          |  |  |           |           |           |           |           |           |  |  |     |     |     |     |     |     |  |  |         |         |         |         |         |         |  |  |       |       |       |       |       |       |